# Austroscyphus
Austroscyphus là một chi rêu trong họ Balantiopsaceae.